# Ekonomia socjalistyczna
Ekonomia socjalistyczna – dziedzina teorii i praktyki gospodarczej zajmująca się systemami gospodarczymi opartymi na zasadach socjalizmu. Charakteryzuje się społeczną własnością środków produkcji oraz ich funkcjonowaniem w sposób ukierunkowany na zaspokajanie potrzeb społecznych, a nie na maksymalizację zysku. Społeczna własność może przybierać formę spółdzielni pracowniczych lub własności publicznej, a produkcja realizowana jest bezpośrednio na potrzeby społeczne.
Wyróżnia się dwa główne modele gospodarki socjalistycznej: socjalizm rynkowy, w którym wykorzystywane są mechanizmy rynkowe do alokacji zasobów, oraz socjalistyczna gospodarka planowa, opierająca się na centralnym planowaniu gospodarczym. Nierynkowe formy socjalizmu często stosują rachunkowość opartą na kalkulacji rzeczowej w celu wyceny zasobów i produktów.
Ekonomia socjalistyczna opiera się na różnych nurtach myśli ekonomicznej. Fundamenty teoretyczne zostały stworzone przez ekonomię marksowską jako krytykę kapitalizmu, zaś ekonomia neoklasyczna i ewolucyjna opracowały alternatywne modele funkcjonowania gospodarki socjalistycznej. W XX wieku rozwój teorii gospodarki socjalistycznej często opierał się na syntezach tych podejść.
Termin odnosi się również do analiz historycznych i współczesnych systemów gospodarczych w państwach socjalistycznych, czego przykładem są prace Jánosa Kornaia. Amerykański indywidualistyczny anarchista z XIX wieku, Benjamin Tucker, który łączył klasyczną ekonomię Adama Smitha i socjalistów ricardiańskich, a także Pierre’a-Josepha Proudhona, Karola Marksa i Josiaha Warrena z socjalizmem, uważał, że istnieją dwie szkoły myśli socjalistycznej: socjalizm anarchistyczny i socjalizm państwowy. Twierdził, że to, co je łączy, to teoria wartości oparta na pracy.
W ramach socjalizmu istnieją różnice poglądów co do zakresu społecznej kontroli nad gospodarką oraz roli państwa jako narzędzia przemian społeczno-ekonomicznych. Nadrzędnym celem ekonomii socjalistycznej jest ograniczenie roli kapitału jako samodzielnej siły gospodarczej i podporządkowanie go społecznie zdefiniowanym celom.

## Charakterystyka
Gospodarka socjalistyczna to system produkcji, w którym dobra i usługi wytwarzane są bezpośrednio na potrzeby użytkowe, w przeciwieństwie do gospodarki kapitalistycznej, gdzie produkcja nastawiona jest na zysk (a więc pośrednio na użytek). „Produkcja w socjalizmie byłaby ukierunkowana wyłącznie i bezpośrednio na użyteczność. Przy wspólnej, demokratycznie kontrolowanej własności zasobów naturalnych i technicznych świata, jedynym celem produkcji byłoby zaspokajanie ludzkich potrzeb”. Dobra i usługi powstawałyby ze względu na ich wartość użytkową, eliminując potrzebę kreowania popytu rynkowego w celu osiągnięcia zysków. Produkcja w gospodarce socjalistycznej jest zatem planowana lub koordynowana i nie podlega cyklom koniunkturalnym typowym dla kapitalizmu. W większości teorii socjalistycznych planowanie gospodarcze dotyczy wyłącznie czynników produkcji, natomiast dobra konsumpcyjne mogą być rozdzielane poprzez rynek. Karol Marks twierdził, że „niższa faza komunizmu” zakłada wynagrodzenie proporcjonalne do wkładu pracy jednostki w produkt społeczny.
Własność środków produkcji w zależności od teorii socjalistycznej może mieć różne formy: własność publiczną zarządzaną przez aparat państwowy, bezpośrednią własność użytkowników poprzez spółdzielnie pracownicze, lub wspólną własność całego społeczeństwa, z zarządzaniem delegowanym do użytkowników i operatorów środków produkcji.

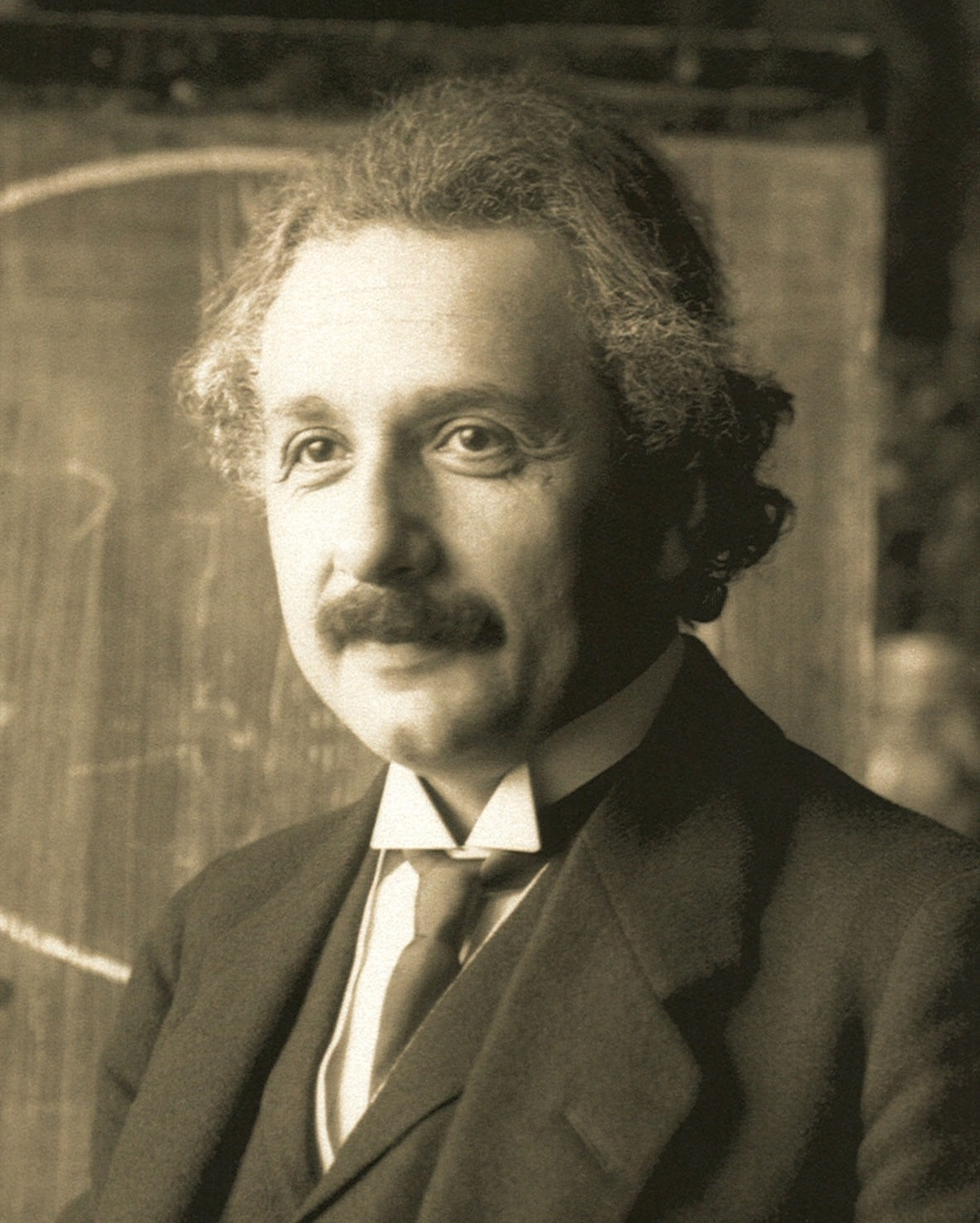
Albert Einstein był zwolennikiem ekonomii socjalistycznej, co wyraził w eseju Po co nam socjalizm? z 1949.

Zarządzanie działalnością przedsiębiorstw opiera się na samorządności i samodzielności pracowniczej, z równym udziałem wszystkich w podejmowaniu decyzji, co ma na celu maksymalizację autonomii zawodowej. W socjalistycznym modelu organizacyjnym likwiduje się hierarchie władzy, pozostawiając jedynie hierarchię opartą na wiedzy technicznej. Każdy członek przedsiębiorstwa ma prawo uczestniczyć w podejmowaniu decyzji oraz w określaniu celów działalności. Ich realizacja leży po stronie specjalistów technicznych, tworzących koordynującą hierarchię odpowiedzialną za opracowywanie planów działania.
Gospodarki państw socjalistycznych (z wyjątkiem Jugosławii) oparte były jednak na biurokratycznym, scentralizowanym zarządzaniu i mikrozarządzaniu pracą w zakładach, inspirowanym kapitalistycznymi modelami naukowej organizacji pracy. W związku z tym niektóre ruchy socjalistyczne kwestionowały socjalistyczny charakter tych gospodarek, wskazując na brak równości w miejscu pracy, obecność nowej „elity” oraz produkcję towarową. Systemy te bywały określane jako „kolektywizm biurokratyczny”, „kapitalizm państwowy” lub „zdeformowane państwa robotnicze”. Nie ma konsensusu co do charakteru ZSRR i jego satelitów. Inne ruchy socjalistyczne broniły jednak tych systemów, wskazując, że własność publiczna może przyjmować różne formy. W przypadku ZSRR niemal cała gospodarka była zarządzana przez państwo jako jedno wielkie przedsiębiorstwo. Produkty w tych gospodarkach nie były wytwarzane bezpośrednio na użytek, ponieważ sprzedawano je ludności po cenach niższych od rynkowych (czyli ze stratą), w celu zaspokojenia potrzeb społeczeństwa.
W numerze „Monthly Review” z maja 1949 pt. Po co nam socjalizm? Albert Einstein napisał:

Jestem przekonany, że jest tylko jeden sposób wyeliminowania całego tego zła, a mianowicie stworzenie gospodarki socjalistycznej i systemu edukacyjnego ukierunkowanego na cele społeczne. W takiej gospodarce, środki produkcji są w posiadaniu samego społeczeostwa, a wykorzystywane są w sposób planowy. W gospodarce planowej, która dostosowuje produkcję do potrzeb społeczności, rozdzielano by pracę pomiędzy wszystkich mogących pracowad, oraz zagwarantowano by wszystkim ludziom środki egzystencji. Edukacja jednostki, poza wzmacnianiem jej wrodzonych zdolności, zmierzałaby ku rozwinięciu w niej poczucia odpowiedzialności za innych, zamiast gloryfikowad władzę i sukces w naszym obecnym społeczeostwie.

### Planowanie gospodarcze
Planowanie gospodarcze to mechanizm alokacji zasobów i podejmowania decyzji na podstawie bezpośredniego przydziału, w przeciwieństwie do mechanizmu rynkowego, który opiera się na alokacji pośredniej.
Planowanie gospodarcze nie jest tożsame z tzw. gospodarką nakazową, jaką stosowano w Związku Radzieckim, opartą na wysoko zbiurokratyzowanym zarządzaniu całym systemem gospodarczym według planu centralnego. Plan ten określał cele produkcyjne dla jednostek gospodarczych i dążył do mikrozarządzania ich polityką. Model gospodarki nakazowej oparty był na strukturze organizacyjnej kapitalistycznego przedsiębiorstwa, ale zastosowany do całej gospodarki.
Wielu zwolenników planowania gospodarczego krytykowało scentralizowaną gospodarkę nakazową. Lew Trocki uważał, że nawet najbardziej kompetentni planiści centralni nie są w stanie skutecznie zarządzać gospodarką bez udziału milionów uczestników życia gospodarczego, którzy znają lokalne warunki i zmiany zachodzące w czasie rzeczywistym. W rezultacie planowanie centralne nie jest w stanie efektywnie koordynować całej działalności gospodarczej ze względu na brak dostępu do informacji nieformalnych.

### Teorie wartości ekonomicznej
Teorie wartości w ekonomii socjalistycznej opierają się na wartości użytkowej dobra lub usługi, w przeciwieństwie do teorii kosztów produkcji (teoria wartości pracy) lub wartości wymiennej (użyteczność krańcowa). Niektóre nurty, takie jak mutualizm czy socjalizm rynkowy, próbują zastosować teorię wartości pracy, tak aby ceny odzwierciedlały ilość pracy włożonej w produkcję. Przepracowany czas odpowiadałby kredytom pracy, które służyłyby jako środek wymiany za dobra i usługi.
Anarchizm komunistyczny, reprezentowany m.in. przez Piotra Kropotkina i Errico Malatestę, odrzucał teorię wartości pracy i samą wartość wymienną, opowiadając się za gospodarką opartą na darach i dystrybucją według potrzeb.

### Socjalizm rynkowy

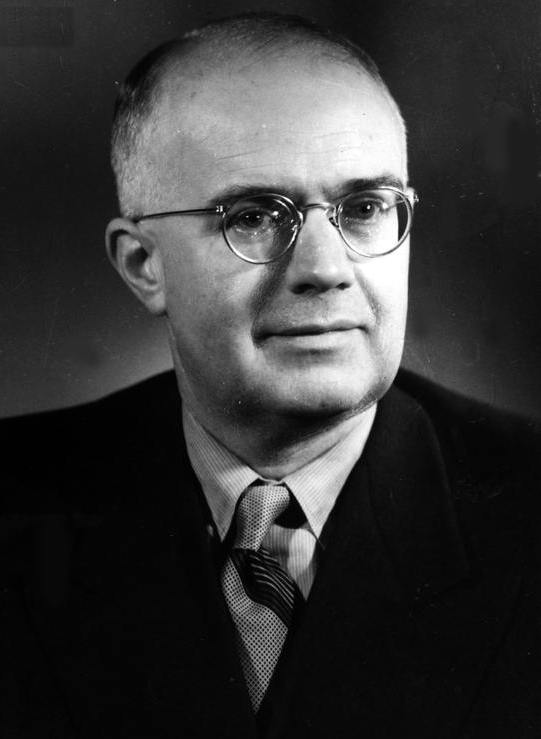
Oskar Lange, twórca jednej z najstarszych koncepcji socjalizmu rynkowego

Socjalizm rynkowy łączy własność publiczną z mechanizmami rynkowymi. Środki produkcji są własnością publiczną lub są wspólnie eksploatowane w celach zarobkowych. W socjalizmie rynkowym środki produkcji składałyby się z państwowych lub wspólnotowych przedsiębiorstw działających w gospodarce rynkowej. Generowany zysk miałby być używany do bezpośredniego wynagrodzenia pracowników, programów państwowych lub finansowania instytucji publicznych. Miałoby to w założeniu eliminować lub znacznie zmniejszać zapotrzebowanie na różne formy opodatkowania, które istnieją w systemach kapitalistycznych. Najstarsze modele formy socjalizmu rynkowego zostały opracowane przez Enrico Barone w 1908 i Oskara Lange (ok. 1936). Zaproponowali oni, aby centralnie planowane poziomy cen ustalane były metodą prób i błędów. Neoklasyczny ekonomista Léon Walras uważał, że gospodarka socjalistyczna oparta na własności państwowej ziemi i zasobów naturalnych stanowi podstawę finansów publicznych, dzięki czemu podatki dochodowe byłyby niepotrzebne. Niektóre koncepcje socjalizmu rynkowego zbliżają się w zakresie postulowanych, rynkowych metod gospodarowania w ramach własności publicznej do modelu kapitalizmu państwowego.
Obecny system gospodarczy Chin jest formalnie zatytułowany jako socjalistyczna gospodarka rynkowa z chińskimi cechami. Łączy on w sobie duży sektor państwowy i sektor prywatny, operujący głównie wokół przemysłu lekkiego. Strefa prywatna w 2005 roku wypracowała między 33% a 70% PKB. Chińska gospodarka składa się ze 150 przedsiębiorstw państwowych które podlegają bezpośrednio centralnemu rządowi chińskiemu. W 2008 roku państwowe korporacje stały się bardziej dynamiczne i generowały duży wzrost przychodów dla państwa, w wyniku czego w 2009, mimo kryzysu gospodarczego na świecie, gospodarka chińska prężnie się rozwijała. Wietnam przyjął podobny model po reformach gospodarczych Đổi Mới, wietnamski rząd zachowuje jednak ścisłą kontrolę nad sektorami państwowym i branż strategicznych, ale pozwala na działalność sektora prywatnego w produkcji towarowej.